# William Muñoz
William Muñoz  (Rionegro (Santander), 17 de enero de 1994) es un exciclista profesional colombiano. Que corrió para el equipo colombiano Colombia Tierra de Atletas-GW Bicicletas de categoría Continental.

## Palmarés

### Ruta
2015
- 1 etapa de la Clásica Ciudad de Soacha[2]

2016
- 1 etapa de la Clásica Ciudad de Soacha

2018
- Gran Premio FECOCI
- 1 etapa de la clásica ciudad de Aguazul

2019
- 1 etapa de la Vuelta a Colombia

### Pista
2018
- Campeonato de Colombia de Ciclismo en Pista
  -  Medalla de Oro en Ómnium

## Equipos
- Depredadores Team Chetumal (2013)
- Bicicletas Strongman (2016-2019)
  - Strongman Campagnolo Wilier (2016)
  - Bicicletas Strongman (2017)
  - Coldeportes Bicicletas Strongman (2018-2019)
- Colombia Tierra de Atletas-GW Bicicletas (2020)